# Harry Potter e o Cálice de Fogo (filme)
Harry Potter and the Goblet of Fire (no Brasil e em Portugal, Harry Potter e o Cálice de Fogo) é um filme britânico-estadunidense de 2005, dirigido por Mike Newell e distribuído pela Warner Bros. Pictures. É baseado no romance de mesmo nome de J. K. Rowling. O filme, que é o quarto na série de filmes Harry Potter, foi escrito por Steven Kloves e produzido por David Heyman. A história segue o quarto ano de Harry Potter em Hogwarts, quando ele é escolhido pelo Cálice de Fogo para competir no Torneio Tribruxo.
Assim como nas três produções anteriores, Daniel Radcliffe reprisa o protagonista Harry Potter. Rupert Grint e Emma Watson interpretam Rony Weasley e Hermione Granger, respectivamente, os melhores amigos de Harry. O filme é a sequência de Harry Potter e o Prisioneiro de Azkaban, sendo seguido por Harry Potter e a Ordem da Fênix.
As filmagens começaram no início de 2004. As cenas de Hogwarts foram filmadas nos estúdios Leavesden Film. Cinco dias depois de seu lançamento, o filme tinha arrecadado mais de US$ 102 milhões nas bilheterias estadunidenses, que é o terceiro maior registro do primeiro fim de semana para um filme de Harry Potter, atrás de Harry Potter e as Relíquias da Morte - Parte 1 e Parte 2. Cálice de Fogo tem uma distribuição extremamente bem-sucedida nas bilheterias, ganhando um pouco menos de US$ 900 milhões em todo o mundo, tornando-se filme de maior bilheteria de 2005 e a oitava maior arrecadação no cinema na época.

## Enredo
Harry Potter e seus amigos, Rony Weasley e Hermione Granger, acompanham o pai de Rony, Arthur Weasley, e seus irmãos Gina, Fred e Jorge, à Copa Mundial de Quadribol, onde os garotos conhecem Cedrico Diggory, um popular aluno de Hogwarts.
Entretanto, logo após o primeiro jogo, o lugar é atacado por Comensais da Morte, os antigos servos de Lord Voldemort, que destroem o acampamento. Harry é nocauteado durante a fuga e, antes de ser encontrado por Rony e Hermione, ele ouve alguém invocar o símbolo de Voldemort, projetando a Marca Negra no céu.
Pouco tempo depois, já em Hogwarts, Harry e seus amigos são informados pelo diretor Alvo Dumbledore que Hogwarts foi escolhida para sediar a maior competição mágica que existe: o Torneio Tribruxo. São anunciadas que duas outras escolas irão competir: a Academia de Magia de Beauxbatons, da França, e o Instituto Durmstrang, da Bulgária.
Três alunos serão escolhidos pelo Cálice de Fogo para representar suas respectivas escolas. Por determinação do Ministério da Magia, apenas alunos com dezessete anos ou mais poderão participar, mas Harry é misteriosamente escolhido para representar Hogwarts, junto com Cedrico, o que leva muitos alunos a invejarem e se decepcionarem com Harry, incluindo Rony. Fleur Delacour representa Beauxbatons e Vítor Krum representa Durmstrang.
Como parte da tradição do Torneiro Tribruxo, Hogwarts também terá um Baile de Inverno. Harry tenta convidar a menina por quem é interessado, Cho Chang, mas ela já havia aceitado ir com Cedrico. Paralelamente, Rony fica com ciúme da aproximação entre Hermione e Krum. Harry também forja uma amizade com o novo professor de Defesa Contra as Artes das Trevas, o ex-auror Alastor "Olho-Tonto" Moody.
Na primeira prova do Torneio Tribruxo, Harry precisa recuperar um ovo dourado que está sendo guardado por um feroz dragão, o Rabo-Córneo Húngaro. Ele consegue, mas o dragão escapa e persegue Harry pelos céus de Hogwarts; entretanto, é eventualmente derrotado pelo garoto.
Já na segunda prova, Harry precisa mergulhar no fundo do Lago Negro e resgatar Rony, que havia sido colocado sob a guarda de ferozes monstros aquáticos. Ele consegue com a ajuda de Neville Longbottom, que lhe dá uma erva chamada guelricho, que lhe causa mutações instantâneas e permite que ele respire debaixo d'água.
Harry precisa encontrar a Taça Tribuxo na terceira prova, que está escondida no centro de um labirinto encantado que tem vida própria. Porém, ele é surpreendido quando Krum, sob o controle da maldição Imperius, sabota Fleur e tenta atacar Cedrico, sem sucesso.
Uma densa névoa bloqueia todos os sinais pedindo ajuda dos jovens, que decidem tocar a Taça ao mesmo tempo. Porém, eles são surpreendidos ao descobrirem que ela é uma Chave de Portal que os leva para o cemitério onde jaz a família Riddle, onde Cedrico é morto e Harry é capturado por Pedro Pettigrew.
Usando o sangue de Harry, os ossos de Riddle e a sua própria carne, retirada de sua mão, Pettigrew cria um novo corpo para Voldemort, que renasce. Ele então tenta matar Harry aos olhos de vários outros Comensais da Morte, mas falha graças à intervenção dos fantasmas dos pais de Harry, que o ajudam a retornar à Hogwarts com o corpo de Cedrico.
Enquanto toda a escola fica abalada com a morte de Cedrico, Harry é consolado por Moody, que o leva até sua sala e está prestes a matá-lo. No entanto, Harry é salvo por Dumbledore e Snape, que aplica Veritasserum (Poção da Verdade) e o faz revelar que ele na verdade é Bartemio Crouch Jr., um Comensal da Morte que colocou o nome de Harry no Cálice de Fogo e passou meses disfarçado com a Poção Polissuco. O verdadeiro Moody, que estava trancado num malão, é enfim resgatado por Dumbledore. Crouch Jr. é preso.
Os laços de amizade entre os alunos das três escolas é fortalecido, mas agora, com o retorno de Lord Voldemort, o medo retorna à comunidade bruxa.

## Elenco
| Ator/Atriz           | Personagem                    |
| -------------------- | ----------------------------- |
| Daniel Radcliffe     | Harry Potter                  |
| Rupert Grint         | Rony Weasley                  |
| Emma Watson          | Hermione Granger              |
| Michael Gambon       | Alvo Dumbledore               |
| Maggie Smith         | Minerva McGonagall            |
| Robbie Coltrane      | Rúbeo Hagrid                  |
| Alan Rickman         | Severo Snape                  |
| Brendan Gleeson      | Alastor "Olho-Tonto" Moody    |
| Bonnie Wright        | Gina Weasley                  |
| James Phelps         | Fred Weasley                  |
| Oliver Phelps        | Jorge Weasley                 |
| Matthew Lewis        | Neville Longbottom            |
| Tom Felton           | Draco Malfoy                  |
| Robert Pattinson     | Cedrico Diggory               |
| Clémence Poésy       | Fleur Delacour                |
| Stanislav Ianevski   | Vítor Krum                    |
| Devon Murray         | Simas Finnigan                |
| Alfie Enoch          | Dino Thomas                   |
| Shefali Chowdhury    | Parvati Patil                 |
| Afshan Azad          | Padma Patil                   |
| Katie Leung          | Cho Chang                     |
| Frances de la Tour   | Olímpia Maxime                |
| Predrag Bjelac       | Igor Karkaroff                |
| David Bradley        | Argo Filch                    |
| Warwick Davis        | Fílio Flitwick                |
| Ralph Fiennes        | Lorde Voldemort               |
| Jason Isaacs         | Lúcio Malfoy                  |
| David Tennant        | Bartolomeu Crouch Jr.         |
| Mark Williams        | Arthur Weasley                |
| Miranda Richardson   | Rita Skeeter                  |
| Angelica Mandy       | Gabrielle Delacour            |
| Gary Oldman          | Sirius Black                  |
| Roger Lloyd-Pack     | Bartolomeu Crouch             |
| Robert Hardy         | Cornélio Fudge                |
| Timothy Spall        | Pedro Pettigrew               |
| Jeff Rawle           | Amos Diggory                  |
| Louis Doyle          | Ernesto McMillan              |
| Tiana Benjamin       | Angelina Johnson              |
| Joshua Herdman       | Gregório Goyle                |
| Jamie Waylett        | Vicente Crabbe                |
| Henry Lloyd-Hughes   | Rogério Davies                |
| Charlotte Skeoch     | Ana Abott                     |
| Shirley Henderson    | Murta que Geme                |
| Adrian Rawlins       | Tiago Potter                  |
| Geraldine Somerville | Lilian Potter                 |
| Eric Sykes           | Franco Bryce                  |
| Margery Mason        | Senhora do Carrinho dos Doces |

## Trilha sonora
Cálice de Fogo foi o primeiro filme sem John Williams na trilha sonora, por problemas de calendário (o "tema de Hedwig" composto por Williams para o primeiro filme ainda aparece). Patrick Doyle o substituiu.
Três faixas da trilha são tocadas pela banda "As Esquisitonas" (Weird Sisters), que aparece na cena do Baile de Inverno. Porém, por problemas seguindo um processo da banda Wyrd Sisters, o grupo não é nomeado na produção. A banda consiste em Jarvis Cocker (vocais, também compositor das faixas) e Steve Mackey (baixo) da banda Pulp; Jonny Greenwood (guitarra) e Phil Selway (bateria) do Radiohead; Jason Buckle do All Seeing I (guitarra base, co-autor de "Do the Hippogriff"); e Steven Claydon (teclados e gaita de foles) de Add N to (X). A banda Franz Ferdinand inicialmente tinha sido convidada por seus integrantes serem fãs da série.

## Bilheteria
O faturamento total na América do Norte foi de $290 milhões (o terceiro maior do ano, atrás de Star Wars: Episódio III – A Vingança dos Sith e The Chronicles of Narnia: The Lion, the Witch and the Wardrobe), e mundialmente, US$895 milhões, a maior bilheteria de 2005 e a então oitava maior bilheteria da história (atualmente, ocupa o 35º lugar).
No Brasil, o filme levou mais de 1.1 milhão de espectadores no primeiro de fim de semana, terminou 2005 como a quarta maior bilheteria do ano (atrás de 2 Filhos de Francisco, Madagascar e Os Incríveis), com 4.2 milhões de espectadores, e depois se tornou a segunda maior de 2005 com mais de 4.5 milhões. Em Portugal, foi a segunda maior bilheteria do ano (atrás de Madagascar) com 527.176 espectadores.

## Prêmios e indicações
- O filme foi indicado para o Oscar de Melhor Direção de Arte, e ganhou o prêmio BAFTA de Melhor Desenho de Produção. Cálice de Fogo foi o segundo filme de Harry Potter a ser lançado em IMAX. O filme é uma das partes de melhor avaliação dentro da série, sendo elogiado pelo maior nível de maturidade e sofisticação de seus personagens, enredo, história e performances dos atores principais.

## Diferenças com o livro
Como o Cálice de Fogo tem quase o dobro de espessura do Prisioneiro de Azkaban, os escritores e produtores reduziram certas cenas e conceitos para fazer a transição das páginas para a tela. O diretor Mike Newell descreveu o problema como uma "compressão de um livro enorme para o compasso de um filme". Isso foi possível por "colocar de lado" todos os componentes da novela que não se relacionam diretamente com Harry e sua jornada.
O Cálice de Fogo é a primeira adaptação para o cinema a não para começar na Rua dos Alfeneiros; após a sequência de abertura, Harry acorda na Toca na manhã da Copa Mundial de Quadribol.
A final da Copa Mundial de Quadribol foi removida por razões de tempo, deixando um salto temporal, abrupto, que alguns consideram estranho ou "apressado".
Outras cenas são encurtadas e amalgamadas para incluir apenas os detalhes da trama mais essenciais: os julgamentos dos Comensais da Morte, as três testemunhas de Harry na Penseira são mescladas em uma sequência; os personagens de Ludo Bagman, Winky, Narcisa Malfoy e Berta Jorkins estão ausentes, assim como Dobby, que supostamente ajudou Harry a obter guelricho para a segunda tarefa. Em vez disso, a cena foi mudada para Neville Longbotom. Não há cena de trem no final, onde Hermione revela que Rita Skeeter é um animago sem registro e ilegal; Harry nunca foi visto recebendo ou rejeitando os 1.000 galeões por ter sido o campeão do Torneio Tribruxo. Todas as aparições de Sirius Black são condensadas numa conversa na lareira. A cena em que Crouch Jr. é levado de volta para Azkaban é diferente do livro, onde ele foi "morto" por um dementador convocado por Cornélio Fudge. Também não há nenhuma conversa em que Fudge se recusa a acreditar que Voldemort retornou, criando uma inconsistência menor em relação à campanha de difamação do ministro no próximo filme.

## Lançamentos

### Cinema
- Brasil: 25 de novembro de 2005
- Portugal: 27 de novembro de 2005
- Inglaterra: 19 de novembro de 2005
- Estados Unidos: 19 de novembro de 2005

### DVD
- Brasil: 24 de março de 2006
- Portugal: 30 de março de 2006
- Estados Unidos: 8 de março de 2006